# Dysodia sica
Dysodia sica är en fjärilsart som beskrevs av Druce 1889. Dysodia sica ingår i släktet Dysodia och familjen Thyrididae. Inga underarter finns listade i Catalogue of Life.